# Ourozeuktes bopyroides
Ourozeuktes bopyroides är en kräftdjursart som först beskrevs av Charles Alexandre Lesueur 1814.  Ourozeuktes bopyroides ingår i släktet Ourozeuktes och familjen Cymothoidae. Inga underarter finns listade i Catalogue of Life.